# Конарськото
Кона́рськото (болг. Конарското) — село в Габровській області Болгарії. Входить до складу общини Трявна.

## Населення
За даними перепису населення 2011 року у селі проживала 1 особа.
Розподіл населення за віком у 2011 році:
Динаміка населення: